# BoA/Diskografie
Diese Diskografie ist eine Übersicht über die musikalischen Werke der südkoreanischen Sängerin BoA. Den Schallplattenauszeichnungen zufolge hat sie bisher mehr als 12,4 Millionen Tonträger verkauft. Ihre erfolgreichste Veröffentlichung ist das Album Valenti mit über 1,2 Millionen verkauften Einheiten.

## Alben

### Studioalben
| Jahr                       | Titel                           | Höchstplatzierung, Gesamtwochen/‑monate, AuszeichnungChartplatzierungen (Jahr, Titel, Platzierungen, Wochen/Monate, Auszeichnungen, Anmerkungen) | Höchstplatzierung, Gesamtwochen/‑monate, AuszeichnungChartplatzierungen (Jahr, Titel, Platzierungen, Wochen/Monate, Auszeichnungen, Anmerkungen) | Höchstplatzierung, Gesamtwochen/‑monate, AuszeichnungChartplatzierungen (Jahr, Titel, Platzierungen, Wochen/Monate, Auszeichnungen, Anmerkungen) | Anmerkungen                                                 |
| Jahr                       | Titel                           | KR | JP | US | Anmerkungen                                                 |
| -------------------------- | ------------------------------- | --- | --- | --- | ----------------------------------------------------------- |
| Südkoreanische Studioalben |                                 | | | |                                                             |
|                            |                                 | | | |                                                             |
| 2000                       | ID; Peace B                     | KR16 (1 Mt.)KR | JP30 (3 Wo.)JP | — | Erstveröffentlichung: 25. August 2000                       |
| 2002                       | No. 1                           | KR1 (6 Mt.)KR | JP21 (2 Wo.)JP | — | Erstveröffentlichung: 14. April 2002                        |
| 2003                       | Atlantis Princess               | KR1 (4 Mt.)KR | — | — | Erstveröffentlichung: 30. Mai 2003                          |
| 2004                       | My Name                         | KR1 (8 Mt.)KR | JP151 (2 Wo.)JP | — | Erstveröffentlichung: 15. Juni 2004                         |
| 2005                       | Girls on Top                    | KR3 (3 Mt.)KR | JP153 (2 Wo.)JP | — | Erstveröffentlichung: 23. Juni 2005                         |
| 2010                       | Hurricane Venus                 | KR1 (10 Wo.)KR | JP178 (1 Wo.)JP | — | Erstveröffentlichung: 5. August 2010                        |
| 2012                       | Only One                        | KR2 (16 Wo.)KR | JP63 (2 Wo.)JP | — | Erstveröffentlichung: 25. Juli 2012                         |
| 2015                       | Kiss My Lips                    | KR5 (4 Wo.)KR | JP147 (1 Wo.)JP | — | Erstveröffentlichung: 12. Mai 2015                          |
| 2018                       | Woman                           | KR6 (4 Wo.)KR | — | — | Erstveröffentlichung: 24. Oktober 2018                      |
| 2020                       | Better                          | KR9 (4 Wo.)KR | — | — | Erstveröffentlichung: 1. Dezember 2020                      |
| Japanische Studioalben     |                                 | | | |                                                             |
|                            |                                 | | | |                                                             |
| 2002                       | Listen to My Heart              | — | JP1 Diamant · (91 Wo.)JP | — | Erstveröffentlichung: 13. März 2002 Verkäufe: + 1.000.000   |
| 2003                       | Valenti                         | — | JP1 ×3Dreifachplatin · (59 Wo.)JP | — | Erstveröffentlichung: 29. Januar 2003 Verkäufe: + 1.200.000 |
| 2004                       | Love & Honesty                  | — | JP1 ×3Dreifachplatin · (36 Wo.)JP | — | Erstveröffentlichung: 15. Januar 2004 Verkäufe: + 750.000   |
| 2006                       | Outgrow                         | — | JP1 ×2Doppelplatin · (24 Wo.)JP | — | Erstveröffentlichung: 15. Februar 2006 Verkäufe: + 500.000  |
| 2007                       | Made in Twenty (20)             | — | JP1 Platin · (18 Wo.)JP | — | Erstveröffentlichung: 11. Januar 2007 Verkäufe: + 250.000   |
| 2008                       | The Face                        | — | JP1 Platin · (16 Wo.)JP | — | Erstveröffentlichung: 27. Februar 2008 Verkäufe: + 250.000  |
| 2010                       | Identity                        | KR6 (3 Wo.)KR | JP4 (10 Wo.)JP | — | Erstveröffentlichung: 10. Februar 2010                      |
| 2014                       | Who’s Back?                     | KR19 (1 Wo.)KR | JP7 (7 Wo.)JP | — | Erstveröffentlichung: 3. September 2014                     |
| 2018                       | Watashi Kono Mama de Ii no Kana | — | JP13 (5 Wo.)JP | — | Erstveröffentlichung: 14. Februar 2018                      |
| Englische Studioalben      |                                 | | | |                                                             |
|                            |                                 | | | |                                                             |
| 2009                       | BoA                             | — | JP2 (14 Wo.)JP | US127 (1 Wo.)US | Erstveröffentlichung: 17. März 2009                         |

grau schraffiert: keine Chartdaten aus diesem Jahr verfügbar

### Livealben
| Jahr                 | Titel                                        | Höchstplatzierung, Gesamtwochen, AuszeichnungChartplatzierungen (Jahr, Titel, Platzierungen, Wochen, Auszeichnungen, Anmerkungen) | Höchstplatzierung, Gesamtwochen, AuszeichnungChartplatzierungen (Jahr, Titel, Platzierungen, Wochen, Auszeichnungen, Anmerkungen) | Anmerkungen                            |
| Jahr                 | Titel                                        | KR | JP | Anmerkungen                            |
| -------------------- | -------------------------------------------- | --- | --- | -------------------------------------- |
| Japanische Livealben |                                              | | |                                        |
|                      |                                              | | |                                        |
| 2007                 | Shidaz presents BoA "Winter Love" X’mas Live | — | — | Erstveröffentlichung: 10. Januar 2007  |
| 2009                 | BoA The Live (裏ボア・・・聴かせ系)          | — | — | Erstveröffentlichung: 18. März 2009    |
| 2013                 | BoA Live Tour 2008 The Face                  | — | — | Erstveröffentlichung: 23. Oktober 2013 |
| 2009                 | BoA The Live 2018 "X’mas"                    | — | — | Erstveröffentlichung: 7. August 2019   |

grau schraffiert: keine Chartdaten aus diesem Jahr verfügbar

### Kompilationen
| Jahr                     | Titel                             | Höchstplatzierung, Gesamtwochen/‑monate, AuszeichnungChartplatzierungen (Jahr, Titel, Platzierungen, Wochen/Monate, Auszeichnungen, Anmerkungen) | Höchstplatzierung, Gesamtwochen/‑monate, AuszeichnungChartplatzierungen (Jahr, Titel, Platzierungen, Wochen/Monate, Auszeichnungen, Anmerkungen) | Anmerkungen                                                 |
| Jahr                     | Titel                             | KR | JP | Anmerkungen                                                 |
| ------------------------ | --------------------------------- | --- | --- | ----------------------------------------------------------- |
| Japanische Kompilationen |                                   | | |                                                             |
|                          |                                   | | |                                                             |
| 2004                     | K-Pop Selection                   | — | JP13 (7 Wo.)JP | Erstveröffentlichung: 3. März 2004                          |
| 2005                     | Best of Soul                      | KR1 (2 Mt.)KR | JP1 Diamant · (71 Wo.)JP | Erstveröffentlichung: 2. Februar 2005 Verkäufe: + 1.000.000 |
| 2006                     | BoA Best Single                   | — | — | Erstveröffentlichung: November 2006                         |
| 2009                     | Best & USA                        | — | JP2 Gold · (14 Wo.)JP | Erstveröffentlichung: 18. März 2009 Verkäufe: + 100.000     |
| 2011                     | BoA Summer Selection 2011         | — | — | Erstveröffentlichung: 31. August 2011                       |
| 2013                     | Winter Ballad Collection 2013     | — | — | Erstveröffentlichung: 23. Oktober 2013                      |
| 2014                     | BoA Winter Ballad Collection 2014 | — | — | Erstveröffentlichung: 10. Dezember 2014                     |
| 2022                     | The Greatest                      | — | JP29 (4 Wo.)JP | Erstveröffentlichung: 30. Mai 2022                          |

grau schraffiert: keine Chartdaten aus diesem Jahr verfügbar

### Remixalben
| Jahr                  | Titel            | Höchstplatzierung, Gesamtwochen, AuszeichnungChartplatzierungen (Jahr, Titel, Platzierungen, Wochen, Auszeichnungen, Anmerkungen) | Höchstplatzierung, Gesamtwochen, AuszeichnungChartplatzierungen (Jahr, Titel, Platzierungen, Wochen, Auszeichnungen, Anmerkungen) | Anmerkungen                                               |
| Jahr                  | Titel            | KR | JP | Anmerkungen                                               |
| --------------------- | ---------------- | --- | --- | --------------------------------------------------------- |
| Japanische Remixalben |                  | | |                                                           |
|                       |                  | | |                                                           |
| 2002                  | Peace B. Remixes | — | JP18 Gold · (7 Wo.)JP | Erstveröffentlichung: 7. August 2002 Verkäufe: + 100.000  |
| 2003                  | Next World       | — | JP4 Platin · (16 Wo.)JP | Erstveröffentlichung: 27. August 2003 Verkäufe: + 250.000 |

### EPs
| Jahr               | Titel              | Höchstplatzierung, Gesamtwochen, AuszeichnungChartplatzierungen (Jahr, Titel, Platzierungen, Wochen, Auszeichnungen, Anmerkungen) | Höchstplatzierung, Gesamtwochen, AuszeichnungChartplatzierungen (Jahr, Titel, Platzierungen, Wochen, Auszeichnungen, Anmerkungen) | Anmerkungen                             |
| Jahr               | Titel              | KR | JP | Anmerkungen                             |
| ------------------ | ------------------ | --- | --- | --------------------------------------- |
| Südkoreanische EPs |                    | | |                                         |
|                    |                    | | |                                         |
| 2018               | One Shot, Two Shot | KR6 (3 Wo.)KR | — | Erstveröffentlichung: 20. Februar 2018  |
| 2019               | Starry Night       | KR6 (3 Wo.)KR | — | Erstveröffentlichung: 11. Dezember 2019 |
| 2022               | Forgive Me         | KR6 (2 Wo.)KR | — | Erstveröffentlichung: 22. November 2022 |

### Weitere Alben
| Jahr                 | Titel                    | Höchstplatzierung, Gesamtwochen, AuszeichnungChartplatzierungen (Jahr, Titel, Platzierungen, Wochen, Auszeichnungen, Anmerkungen) | Höchstplatzierung, Gesamtwochen, AuszeichnungChartplatzierungen (Jahr, Titel, Platzierungen, Wochen, Auszeichnungen, Anmerkungen) | Anmerkungen                              |
| Jahr                 | Titel                    | KR | JP | Anmerkungen                              |
| -------------------- | ------------------------ | --- | --- | ---------------------------------------- |
| Südkoreanische Alben |                          | | |                                          |
|                      |                          | | |                                          |
| 2001                 | Jumping into the World   | — | JP29 (3 Wo.)JP | Erstveröffentlichung: 3. März 2001       |
| 2002                 | Miracle                  | — | — | Erstveröffentlichung: 24. September 2002 |
| 2003                 | Shine We Are!            | — | — | Erstveröffentlichung: 4. Dezember 2003   |
| Japanische Alben     |                          | | |                                          |
|                      |                          | | |                                          |
| 2005                 | Merry Christmas from BoA | — | — | Erstveröffentlichung: 7. Dezember 2005   |
| 2018                 | Unchained                | — | — | Erstveröffentlichung: 14. März 2018      |

## Singles

### Als Leadmusikerin
| Jahr | Titel Album                                                                               | Höchstplatzierung, Gesamtwochen, AuszeichnungChartplatzierungen (Jahr, Titel, Album, Platzierungen, Wochen, Auszeichnungen, Anmerkungen) | Höchstplatzierung, Gesamtwochen, AuszeichnungChartplatzierungen (Jahr, Titel, Album, Platzierungen, Wochen, Auszeichnungen, Anmerkungen) | Anmerkungen |
| Jahr | Titel Album                                                                               | KR | JP | Anmerkungen |
| --- | ----------------------------------------------------------------------------------------- | --- | --- | --- |
| Südkoreanische Singles |                                                                                           | | | |
| |                                                                                           | | | |
| 2000 | ID; Peace B                                                                               | — | — | Erstveröffentlichung: 2000                                                                                                  |
| 2001 | Don’t Start Now Jumping into the World                                                    | — | — | Erstveröffentlichung: 2001                                                                                                  |
| 2002 | No. 1                                                                                     | — | — | Erstveröffentlichung: 2002                                                                                                  |
| 2002 | Valenti Miracle                                                                           | — | — | Erstveröffentlichung: 2002                                                                                                  |
| 2003 | Shine We Are!                                                                             | — | — | Erstveröffentlichung: 2003                                                                                                  |
| 2003 | Atlantis Princess (아틀란티스 소녀) Atlantis Princess                                     | — | — | Erstveröffentlichung: 2003                                                                                                  |
| 2003 | Milky Way Atlantis Princess                                                               | — | — | Erstveröffentlichung: 2003                                                                                                  |
| 2003 | Double –                                                                                  | — | — | Erstveröffentlichung: 2003                                                                                                  |
| 2003 | Rock with You –                                                                           | — | — | Erstveröffentlichung: 2003                                                                                                  |
| 2004 | My Name                                                                                   | — | — | Erstveröffentlichung: 2014                                                                                                  |
| 2004 | Spark My Name                                                                             | — | — | Erstveröffentlichung: 2004                                                                                                  |
| 2004 | Merry Chri –                                                                              | — | — | Erstveröffentlichung: 2004                                                                                                  |
| 2005 | Girls on Top                                                                              | — | — | Erstveröffentlichung: 2005                                                                                                  |
| 2005 | Moto Girls on Top                                                                         | — | — | Erstveröffentlichung: 2005                                                                                                  |
| 2006 | Everlasting –                                                                             | — | — | Erstveröffentlichung: 2006                                                                                                  |
| 2006 | Key of Heart –                                                                            | — | — | Erstveröffentlichung: 2006                                                                                                  |
| 2010 | Game Hurricane Venus                                                                      | KR6 (7 Wo.)KR | — | Erstveröffentlichung: 26. Juli 2010                                                                                         |
| 2010 | Hurricane Venus                                                                           | KR3 (10 Wo.)KR | — | Erstveröffentlichung: 2. August 2010                                                                                        |
| 2010 | Copy & Paste Hurricane Venus                                                              | KR14 (5 Wo.)KR | — | Erstveröffentlichung: 23. September 2010                                                                                    |
| 2012 | Only One                                                                                  | KR2 (12 Wo.)KR | — | Erstveröffentlichung: 2012                                                                                                  |
| 2013 | Disturbance (그런 너) –                                                                   | KR5 (10 Wo.)KR | — | Erstveröffentlichung: 2013                                                                                                  |
| 2015 | Who Are You Kiss My Lips                                                                  | KR3 (9 Wo.)KR | — | Erstveröffentlichung: 6. Mai 2015 feat. Gaeko                                                                               |
| 2015 | Kiss My Lips                                                                              | KR18 (3 Wo.)KR | — | Erstveröffentlichung: 12. Mai 2015                                                                                          |
| 2017 | Spring Rain (봄비) SM Station Season 2                                                    | — | — | Erstveröffentlichung: 2017                                                                                                  |
| 2017 | Camo One Shot, Two Shot                                                                   | KR54 (1 Wo.)KR | — | Erstveröffentlichung: 26. Juni 2017                                                                                         |
| 2018 | Nega Dola One Shot, Two Shot                                                              | KR70 (5 Wo.)KR | — | Erstveröffentlichung: 31. Januar 2018                                                                                       |
| 2018 | One Shot, Two Shot                                                                        | KR93 (1 Wo.)KR | — | Erstveröffentlichung: 20. Februar 2018                                                                                      |
| 2018 | Woman                                                                                     | — | — | Erstveröffentlichung: 2018                                                                                                  |
| 2019 | Feedback –                                                                                | KR169 (1 Wo.)KR | — | Erstveröffentlichung: 4. Juni 2019 feat. Nucksal                                                                            |
| 2019 | Starry Night                                                                              | KR157 (1 Wo.)KR | — | Erstveröffentlichung: 2019 feat. Crush                                                                                      |
| 2020 | Better                                                                                    | — | — | Erstveröffentlichung: 2020                                                                                                  |
| 2022 | Forgive Me                                                                                | — | — | Erstveröffentlichung: 2022                                                                                                  |
| Japanische Singles |                                                                                           | | | |
| |                                                                                           | | | |
| 2001 | ID; Peace B Listen to My Heart                                                            | — | JP20 (6 Wo.)JP | Erstveröffentlichung: 30. Mai 2001                                                                                          |
| 2001 | Amazing Kiss Listen to My Heart                                                           | — | JP23 (8 Wo.)JP | Erstveröffentlichung: 25. Juli 2001                                                                                         |
| 2001 | Kimochi wa Tsutawaru (気持ちはつたわる) Listen to My Heart                                | — | JP15 (10 Wo.)JP | Erstveröffentlichung: 5. Dezember 2001                                                                                      |
| 2002 | Listen to My Heart                                                                        | — | JP5 Gold · (9 Wo.)JP | Erstveröffentlichung: 17. Januar 2002 Verkäufe: + 200.000                                                                   |
| 2002 | Every Heart -Minna no Kimochi- (Every Heart -ミンナノキモチ-) Listen to My Heart          | — | JP10 (10 Wo.)JP | Erstveröffentlichung: 13. März 2002                                                                                         |
| 2002 | Don’t Start Now Jumping into the World                                                    | — | JP17 (3 Wo.)JP | Erstveröffentlichung: 29. Mai 2002                                                                                          |
| 2002 | Valenti                                                                                   | — | JP2 Gold + Gold (Digital) · (26 Wo.)JP                                                                                                   | Erstveröffentlichung: 28. August 2002 · Verkäufe: + 300.000; + JP: Gold (Streaming)                                         |
| 2002 | Kiseki / No. 1 (奇蹟) Valenti                                                             | — | JP3 Gold · (17 Wo.)JP | Erstveröffentlichung: 19. September 2002 Verkäufe: + 200.000                                                                |
| 2002 | Jewel Song / Beside You Valenti                                                           | — | JP3 Gold + Gold (Digital) · (13 Wo.)JP                                                                                                   | Erstveröffentlichung: 11. Dezember 2002 Verkäufe: + 200.000                                                                 |
| 2003 | Shine We Are! Love & Honesty                                                              | — | JP2 Platin · (14 Wo.)JP | Erstveröffentlichung: 14. Mai 2003 Verkäufe: + 250.000                                                                      |
| 2003 | Double Love & Honesty                                                                     | — | JP2 Gold · (13 Wo.)JP | Erstveröffentlichung: 22. Oktober 2003 Verkäufe: + 100.000                                                                  |
| 2003 | Rock with You Love & Honesty                                                              | — | JP5 Gold · (10 Wo.)JP | Erstveröffentlichung: 3. Dezember 2003 Verkäufe: + 100.000                                                                  |
| 2004 | Be the One Love & Honesty                                                                 | — | JP15 (6 Wo.)JP | Erstveröffentlichung: 11. Februar 2014                                                                                      |
| 2004 | Quincy / Kono Yo no Shirushi Best of Soul                                                 | — | JP4 Gold · (13 Wo.)JP | Erstveröffentlichung: 1. September 2004 Verkäufe: + 100.000                                                                 |
| 2004 | Merry Kuri Best of Soul                                                                   | — | JP5 ×2Gold + Doppelplatin (Digital) · (12 Wo.)JP                                                                                         | Erstveröffentlichung: 1. Dezember 2004 · Verkäufe: + 1.100.000 · + JP: ×2Doppelplatin (Klingelton) , + JP: Gold (Streaming) |
| 2005 | Do the Motion Outgrow                                                                     | — | JP1 Gold · (12 Wo.)JP | Erstveröffentlichung: 30. März 2005 Verkäufe: + 100.000                                                                     |
| 2005 | Make a Secret Outgrow                                                                     | — | JP5 Gold · (8 Wo.)JP | Erstveröffentlichung: 31. August 2005 Verkäufe: + 100.000                                                                   |
| 2005 | Dakishimeru (抱きしめる) Outgrow                                                          | — | JP9 Gold · (11 Wo.)JP | Erstveröffentlichung: 23. November 2005 Verkäufe: + 100.000                                                                 |
| 2006 | Everlasting Outgrow                                                                       | — | JP4 ×2Gold + Doppelplatin (Klingelton) · (9 Wo.)JP                                                                                       | Erstveröffentlichung: 18. Januar 2006 · Verkäufe: + 700.000 · + JP: Gold (Mobile Downloads)                                 |
| 2006 | Nanairo no Ashita: Brand New Beat / Your Color Made in Twenty (20)                        | — | JP3 ×2Gold + Doppelplatin (Klingelton) · (15 Wo.)JP                                                                                      | Erstveröffentlichung: 5. April 2006 · Verkäufe: + 850.000 · + JP: Platin (Mobile Downloads)                                 |
| 2006 | Key of Heart / Dotch Made in Twenty (20)                                                  | — | JP7 Gold · (6 Wo.)JP | Erstveröffentlichung: 9. August 2006 Verkäufe: + 100.000                                                                    |
| 2006 | Winter Love Made in Twenty (20)                                                           | — | JP2 ×3Gold + Dreifachplatin (Klingelton) · (14 Wo.)JP                                                                                    | Erstveröffentlichung: 1. November 2006 · Verkäufe: + 1.100.000 · + JP: Platin (Mobile Downloads)                            |
| 2007 | Sweet Impact The Face                                                                     | — | JP5 Gold + Gold (Mobile Downloads) · (7 Wo.)JP                                                                                           | Erstveröffentlichung: 25. April 2007 Verkäufe: + 200.000                                                                    |
| 2007 | Love Letter The Face                                                                      | — | JP3 Gold (Digital) · (8 Wo.)JP | Erstveröffentlichung: 26. September 2007 Verkäufe: + 100.000                                                                |
| 2007 | Lose Your Mind The Face                                                                   | — | JP6 (6 Wo.)JP | Erstveröffentlichung: 12. Dezember 2007 feat. Yutaka Furukawa                                                               |
| 2008 | Be with You. The Face                                                                     | — | JP13 (5 Wo.)JP | Erstveröffentlichung: 2. Februar 2008                                                                                       |
| 2008 | Vivid (Kissing you / Sparkling / Joyful Smile) – / Best & USA / –                         | — | JP5 (6 Wo.)JP | Erstveröffentlichung: 4. Juni 2008                                                                                          |
| 2009 | Eien (永遠) / Universe Best & USA                                                         | — | JP8 Gold (Mobile Downloads) · (5 Wo.)JP                                                                                                  | Erstveröffentlichung: 18. Februar 2009 Verkäufe: + 100.000 Universe feat. Crystal Kay & Verbal (M-Flo)                      |
| 2009 | Bump Bump Identity                                                                        | — | JP8 (4 Wo.)JP | Erstveröffentlichung: 28. Oktober 2009 feat. Verbal                                                                         |
| 2009 | Mamoritai ~White Wishes~ (まもりたい 〜White Wishes〜) Identity                           | — | JP3 Platin (Downloads) · (12 Wo.)JP | Erstveröffentlichung: 9. Dezember 2009 Verkäufe: + 250.000                                                                  |
| 2010 | Woo Weekend Who’s Back?                                                                   | — | JP10 (6 Wo.)JP | Erstveröffentlichung: 21. Juli 2010                                                                                         |
| 2010 | I See Me Who’s Back?                                                                      | — | — | Erstveröffentlichung: 2010                                                                                                  |
| 2011 | Milestone Who’s Back?                                                                     | KR11 (5 Wo.)KR | JP11 a (2 Wo.)JP | Erstveröffentlichung: 7. Dezember 2011                                                                                      |
| 2013 | Only One Who’s Back?                                                                      | — | JP10 (4 Wo.)JP | Erstveröffentlichung: 27. Februar 2013                                                                                      |
| 2013 | Tail of Hope Who’s Back?                                                                  | — | JP12 (3 Wo.)JP | Erstveröffentlichung: 26. Juni 2013                                                                                         |
| 2013 | Message / Call my Name Who’s Back?                                                        | — | JP13 (3 Wo.)JP | Erstveröffentlichung: 23. Oktober 2013                                                                                      |
| 2014 | Shout It Out Who’s Back?                                                                  | — | JP12 (3 Wo.)JP | Erstveröffentlichung: 5. März 2014                                                                                          |
| 2014 | Masayume Chasing Who’s Back?                                                              | — | JP15 (4 Wo.)JP | Erstveröffentlichung: 23. Juli 2014                                                                                         |
| 2014 | Fly Watashi Kono Mama de Ii no Kana                                                       | — | JP22 (3 Wo.)JP | Erstveröffentlichung: 30. Oktober 2014                                                                                      |
| 2015 | Lookbook Watashi Kono Mama de Ii no Kana                                                  | — | JP16 (4 Wo.)JP | Erstveröffentlichung: 16. Dezember 2015                                                                                     |
| 2016 | Make Me Complete Watashi Kono Mama de Ii no Kana                                          | — | — | Erstveröffentlichung: 2016                                                                                                  |
| 2017 | Right Here, Right Everywhere Watashi Kono Mama de Ii no Kana                              | — | — | Erstveröffentlichung: 2017                                                                                                  |
| 2018 | Jazzclub Watashi Kono Mama de Ii no Kana                                                  | — | — | Erstveröffentlichung: 2018                                                                                                  |
| 2019 | Suki da yo -My Love- / Amor –                                                             | — | JP25 (2 Wo.)JP | Erstveröffentlichung: 3. April 2019                                                                                         |
| 2019 | Wishing Well –                                                                            | — | — | Erstveröffentlichung: 2019                                                                                                  |
| 2020 | I Believe –                                                                               | — | JP22 (3 Wo.)JP | Erstveröffentlichung: 4. November 2020                                                                                      |
| 2021 | My Dear The Greatest                                                                      | — | — | Erstveröffentlichung: 2021                                                                                                  |
| 2022 | The Greatest                                                                              | — | — | Erstveröffentlichung: 2022                                                                                                  |
| Englische Singles |                                                                                           | | | |
| |                                                                                           | | | |
| 2008 | Eat You Up BoA                                                                            | — | — | Erstveröffentlichung: 2008                                                                                                  |
| 2009 | I Did It for Love BoA                                                                     | — | — | Erstveröffentlichung: 2009 feat. Sean Garrett                                                                               |
| 2009 | Energetic BoA: Deluxe                                                                     | — | — | Erstveröffentlichung: 2009                                                                                                  |
| Chinesische Singles |                                                                                           | | | |
| |                                                                                           | | | |
| 2022 | Better –                                                                                  | — | — | Erstveröffentlichung: 2022 mit Xin Liu                                                                                      |
| Folgende Lieder erschienen nicht als Single, wurden aber durch das Album zum Download und Streaming bereitgestellt und konnten somit eine Platzierung erlangen: |                                                                                           | | | |
| |                                                                                           | | | |
| 2010 | Yeop Saram (Stand By) (옆 사람, “Neighbor”) Hurricane Venus                               | KR46 (3 Wo.)KR | — | Charteinstieg: 2010 |
| 2010 | Hanbyeol (Implode) (한별, “Celebrity”) Hurricane Venus                                    | KR96 (2 Wo.)KR | — | Charteinstieg: 2010 feat. Kim Jong-wan of Nell                                                                              |
| 2010 | Adrenaline Hurricane Venus                                                                | KR99 (2 Wo.)KR | — | Charteinstieg: 2010 |
| 2010 | Dangerous Hurricane Venus                                                                 | KR43 (3 Wo.)KR | — | Charteinstieg: 2010 |
| 2010 | M.E.P (My Electronic Piano) Hurricane Venus                                               | KR101 (2 Wo.)KR | — | Charteinstieg: 2010 |
| 2010 | Haruharu (Ordinary Day) (하루하루) Hurricane Venus                                        | KR109 (2 Wo.)KR | — | Charteinstieg: 2010 |
| 2010 | Don’t Know What to Say Hurricane Venus                                                    | KR113 (2 Wo.)KR | — | Charteinstieg: 2010 |
| 2010 | Romance (로망스 Romangseu) Hurricane Venus                                                | KR124 (1 Wo.)KR | — | Charteinstieg: 2010 |
| 2011 | Han Saram (My Only One) (한 사람, “One Person”) Paradise Ranch: Original Soundtrack       | KR59 (2 Wo.)KR | — | Erstveröffentlichung: 2011 Promo-Single                                                                                     |
| 2011 | Distance Winter: The Warmest Gift                                                         | KR137 (1 Wo.)KR | — | Charteinstieg: 2011 |
| 2012 | Mayday! Mayday! (너에게 닿기를 간절히 외치다) Only One                                    | KR47 (1 Wo.)KR | — | Charteinstieg: 2012 |
| 2012 | Nemonan Bakwi (Hope) (네모난 바퀴, “Square Wheels”) Only One                              | KR55 (1 Wo.)KR | — | Charteinstieg: 2012 |
| 2012 | Not Over U Only One                                                                       | KR60 (1 Wo.)KR | — | Charteinstieg: 2012 |
| 2012 | The Top Only One                                                                          | KR62 (1 Wo.)KR | — | Charteinstieg: 2012 |
| 2012 | One Dream Only One                                                                        | KR34 (3 Wo.)KR | — | Charteinstieg: 10. März 2012 feat. Henry of Super Junior-M und Key of Shinee                                                |
| 2012 | The Shadow Only One / Who’s Back?                                                         | KR42 (4 Wo.)KR | — | Charteinstieg: 2012 |
| 2013 | Between Heaven and Hell (천국과 지옥 사이 Cheonguggwa Jiog Sai) Shark Original Soundtrack | KR18 (6 Wo.)KR | — | Charteinstieg: 2013 |
| 2013 | Action –                                                                                  | KR83 (1 Wo.)KR | — | Erstveröffentlichung: 2013 Promo-Single                                                                                     |
| 2015 | Double Jack Kiss My Lips                                                                  | KR95 (1 Wo.)KR | — | Charteinstieg: 2015 feat. Eddy Kim                                                                                          |
| 2015 | Christmas Paradise –                                                                      | KR67 (1 Wo.)KR | — | Charteinstieg: 2015 |
| 2017 | 오늘 밤 –                                                                                 | KR94 (1 Wo.)KR | — | Charteinstieg: 2017 |

grau schraffiert: keine Chartdaten aus diesem Jahr verfügbar

### Als Gastmusikerin
| Jahr | Titel Album                          | Höchstplatzierung, Gesamtwochen, AuszeichnungChartplatzierungen (Jahr, Titel, Album, Platzierungen, Wochen, Auszeichnungen, Anmerkungen) | Höchstplatzierung, Gesamtwochen, AuszeichnungChartplatzierungen (Jahr, Titel, Album, Platzierungen, Wochen, Auszeichnungen, Anmerkungen) | Anmerkungen                                         |
| Jahr | Titel Album                          | KR | JP | Anmerkungen                                         |
| ---- | ------------------------------------ | --- | --- | --------------------------------------------------- |
| 2004 | The Love Bug Astromantic             | — | JP— GoldJP | Erstveröffentlichung: 17. März 2004 M-Flo loves BoA |
| 2012 | Lookin’ PYL Younique Volume 1        | KR19 (2 Wo.)KR | — | Erstveröffentlichung: 2012 BoA feat. The Quiett     |
| 2013 | G.A.B Free Highway Music Festival    | KR10 (4 Wo.)KR | — | Erstveröffentlichung: 2016 Gil & BoA                |
| 2016 | No Matter What S.M. Station Season 1 | KR7 (5 Wo.)KR | — | Erstveröffentlichung: 2016 BoA feat. Beenzino       |

## Videoalben
| Jahr                  | Titel                                                      | Höchstplatzierung, Gesamtwochen, AuszeichnungChartsChartplatzierungen (Jahr, Titel, Platzierungen, Wochen, Auszeichnungen, Anmerkungen) | Anmerkungen                                             |
| Jahr                  | Titel                                                      | JP | Anmerkungen                                             |
| --------------------- | ---------------------------------------------------------- | --- | ------------------------------------------------------- |
| Japanische Videoalben |                                                            | |                                                         |
|                       |                                                            | |                                                         |
| 2003                  | 8 Films & more                                             | JP3 Gold · (41 Wo.)JP | Erstveröffentlichung: 19. März 2003 Verkäufe: + 100.000 |
| 2003                  | BoA First Live Tour 2003 -Valenti-                         | JP7 (44 Wo.)JP | Erstveröffentlichung: 2. Juli 2003                      |
| 2004                  | BoA Live Tour 2004 -Love & Honesty-                        | JP4 (21 Wo.)JP | Erstveröffentlichung: 7. Juli 2004                      |
| 2005                  | BoA Arena Tour 2005 -Best Of Soul-                         | JP5 (20 Wo.)JP | Erstveröffentlichung: 6. Juli 2005                      |
| 2007                  | BoA the Live Back Boa... Listening system                  | JP4 (11 Wo.)JP | Erstveröffentlichung: 7. März 2007                      |
| 2007                  | BoA Complete Clips 2004–2006                               | JP6 (15 Wo.)JP | Erstveröffentlichung: 7. März 2007                      |
| 2007                  | BoA Arena Tour 2007 Made In Twenty (20)                    | JP3 (13 Wo.)JP | Erstveröffentlichung: 8. August 2007                    |
| 2008                  | BoA The Live “X’mas”                                       | JP27 (5 Wo.)JP | Erstveröffentlichung: 19. März 2008                     |
| 2008                  | BoA Live Tour 2008 -The Face-                              | JP3 (11 Wo.)JP | Erstveröffentlichung: 17. September 2008                |
| 2010                  | BoA The Live 2009 “X’mas”                                  | JP12 (4 Wo.)JP | Erstveröffentlichung: 3. März 2010                      |
| 2010                  | BoA Live Tour 2010 Identity                                | JP4 (5 Wo.)JP | Erstveröffentlichung: 8. August 2010                    |
| 2011                  | BoA The Live 2010 “X’mas”                                  | JP14 (3 Wo.)JP | Erstveröffentlichung: 4. Mai 2011                       |
| 2012                  | BoA The Live 2011 “X’mas” ～The 10th Anniversary Edition～ | JP18 (2 Wo.)JP | Erstveröffentlichung: 7. März 2012                      |
| 2015                  | BoA Live Tour 2014 ～Who’s Back?～                         | JP32 (2 Wo.)JP | Erstveröffentlichung: 25. Februar 2015                  |
| 2016                  | BoA Special Live Nowness in Japan                          | JP33 (4 Wo.)JP | Erstveröffentlichung: 30. Mai 2016                      |
| 2018                  | BoA The Live 2018 ～Unchained～                            | JP17 (2 Wo.)JP | Erstveröffentlichung: 10. Oktober 2018                  |
| 2019                  | BoA The Live 2018 “X’mas”                                  | JP31 (1 Wo.)JP | Erstveröffentlichung: 7. August 2019                    |
| 2020                  | BoA Live Tour 2019 #mood                                   | JP19 (1 Wo.)JP | Erstveröffentlichung: 19. Februar 2020                  |

## Statistik

### Chartauswertung
|                     | KR     | JP     | US    |
| ------------------- | ------ | ------ | ----- |
| Nummer-eins-Alben   | KR5KR  | JP7JP  | US—US |
| Top-10-Alben        | KR14KR | JP12JP | US—US |
| Alben in den Charts | KR16KR | JP24JP | US1US |

|                       | KR     | JP     |
| --------------------- | ------ | ------ |
| Nummer-eins-Singles   | KR—KR  | JP1JP  |
| Top-10-Singles        | KR7KR  | JP26JP |
| Singles in den Charts | KR37KR | JP41JP |

|                          | JP     |
| ------------------------ | ------ |
| Nummer-eins-Videoalben   | JP—JP  |
| Top-10-Videoalben        | JP9JP  |
| Videoalben in den Charts | JP18JP |

### Auszeichnungen für Musikverkäufe
| 2× Platin-Schallplatte - Japan - 2006: für den Ringtone Kimi no Tonari de (キミのとなりで) Next to You |

Anmerkung: Auszeichnungen in Ländern aus den Charttabellen bzw. Chartboxen sind in ebendiesen zu finden.
| Land/RegionAuszeichnungen für Musikverkäufe (Land/Region, Auszeichnungen, Verkäufe, Quellen) | Gold       | Platin       | Diamant     | Verkäufe   | Quellen            |
| -------------------------------------------------------------------------------------------- | ---------- | ------------ | ----------- | ---------- | ------------------ |
| Japan (RIAJ)                                                                                 | 28× Gold28 | 28× Platin28 | 2× Diamant2 | 12.450.000 | riaj.or.jp JP2 JP3 |
| Insgesamt                                                                                    | 28× Gold28 | 28× Platin28 | 2× Diamant2 |            |                    |